# Leonard Bernstein Festival of the Creative Arts
Il Leonard Bernstein Festival of the Creative Arts è un evento annuale che è stato avviato nel 1952 da Leonard Bernstein, compositore e membro della facoltà della Brandeis University. È sponsorizzato dall'Office of the Arts della Brandeis University.

## Storia
La sua fondazione nel 1952 si tenne alla laurea della prima classe di laurea e comprendeva la prima mondiale dell'opera di Bernstein Trouble in Tahiti.
La sua filosofia è che "l'arte di un'epoca è un riflesso della società in cui è prodotta e attraverso sforzi creativi vengono rivelati e trasformati i pensieri e le espressioni che caratterizzano ogni generazione".